# Route nationale 74
Die Route nationale 74, kurz N 74 oder RN 74, war eine französische Nationalstraße.

## Geschichte
Die Straße existierte von 1824 bis 2006 und führte zunächst von Chagny zur deutschen Grenze östlich von Sarreguemines. Sie geht auf die Route impériale 92 zurück. Ihre Gesamtlänge betrug 329 Kilometer. 1929 wurde sie bis zur N79 östlich von Paray-le-Monial über die Route du Canal du Centre verlängert. Dadurch wuchs die Gesamtlänge auf 406 Kilometer. 1973 erfolgte die Abstufung zwischen Langres und Neufchâteau, sowie Sarreguemines und der deutschen Grenze und ab 1978 erhielt sie eine neue Führung über Chaumont:
- N 74 Chagny – Longeau-Percey
- N 67 Longeau-Percey – Langres
- unterbrochen durch N19
- N 65 Chaumont – Neufchâteau
- N 74 Neufchâteau – Colombey-les-Belles
- D 12 und N 404 Colombey-les-Belles – Toul
- unterbrochen durch N4
- N 74 Nancy – Sarreguemines

Zwischen Montchanin und Paray-le-Monial befindet sich mittlerweile die Nationalstraße 70, welche westlich der ursprünglichen Trasse der N 74 als Schnellstraße verläuft.